# Віллі Штеффен
Віллі Штеффен (нім. Willy Steffen; 17 березня 1925, Берн — 3 травня 2005, Берн) — швейцарський футболіст, що грав на позиції захисника, зокрема, за клуб «Янг Бойз», а також національну збірну Швейцарії.
Триразовий чемпіон Швейцарії. Дворазовий володар Кубка Швейцарії.

## Клубна кар'єра
У футболі дебютував 1944 року виступами за команду «Кантональ Невшатель», в якій провів два сезони.
Протягом 1946—1947 років захищав кольори команди клубу «Челсі».
Через рік повернувся в «Кантональ Невшатель», відігравши на цей раз за команду з Невшателя три сезони.
1950 року перейшов до клубу «Янг Бойз», за який відіграв 11 сезонів. За цей час тричі виборював титул чемпіона Швейцарії, ставав володарем Кубка Швейцарії. Завершив професійну кар'єру футболіста виступами за команду «Янг Бойз» у 1958 році.

## Виступи за збірну
1945 року дебютував в офіційних матчах у складі національної збірної Швейцарії. Протягом кар'єри у національній команді провів у її формі 28 матчів.
Був присутній в заявці збірної на чемпіонаті світу 1950 року у Бразилії, але на поле не виходив.
Помер 3 травня 2005 року на 81-му році життя у місті Берн.

## Титули і досягнення
- Чемпіон Швейцарії (3):

«Янг Бойз»: 1956–1957, 1957–1958, 1958–1959
- Володар Кубка Швейцарії (2):

«Янг Бойз»: 1952–1953, 1957–1958